# Krzysztof Kieślowski
Krzysztof Kieślowski (27. června 1941 Varšava – 13. března 1996 Varšava) byl polský filmový režisér a scenárista známý především svými snímky Amatér (1979), Dekalog (1988), Dvojí život Veroniky (1991) a trilogií Tři barvy (1993–1994).

## Tvorba
V sedmdesátých letech začínal jako dokumentarista, později začal točit hrané snímky, které jsou dnes vedle děl Andrzeje Wajdy a Agnieszky Holland známé pod souhrnným označením „kino morálního neklidu“.
Na začátku devadesátých let natočil ve Francii (a ve francouzštině) společně se scenáristou Krzysztofem Piesiewiczem a skladatelem Zbigniewem Preisnerem úspěšný film Dvojí život Veroniky, který zachycuje dvě identické ženy (které hrála Irène Jacobová), jednu v Polsku a druhou ve Francii, které jsou spojeny magickým poutem.
Díky tomuto úspěchu mohl natočit trilogii Tři barvy. Každý ze tří filmů pojmenovaných po barvách francouzské trikolóry (Modrá z roku 1993, Bílá a Červená z roku 1994) pojednává formou dramatického příběhu různých hrdinů o každé ze tří hodnot francouzského motta „volnost, rovnost, bratrství“.